# Ptilophora variabilis
Ptilophora variabilis är en fjärilsart som beskrevs av Hartig 1968. Ptilophora variabilis ingår i släktet Ptilophora och familjen tandspinnare. Inga underarter finns listade.